# Brautdienst
Brautdienst, Dienstheirat oder Halbheirat bezeichnet eine Form der Eheschließung, bei welcher der (künftige) Ehemann eine festgelegte Zeit bei der Familie seiner Ehefrau lebt und für sie arbeiten muss. Zumeist soll er hierdurch den Nachweis erbringen, dass er eine eigene Familie ernähren kann. Oft dauert der Brautdienst bis zur Geburt des ersten Kindes. Er kann aber auch in der Form einer dauerhaften Verpflichtung ausgehandelt werden sowie Brüder des Ehemannes miteinbeziehen. Ein zeitweiliger Brautdienst kann auch vereinbart werden, wenn der Ehemann nur einen Teil des geforderten Brautpreises aufbringen kann. Brautdienste fanden und finden sich bei einigen indigenen Völkern und Ethnien, die ihren ehelichen Wohnsitz bei der Familie des Ehemannes einrichten (Patrilokalität). Hier ist das Wohnen bei der Familie der Braut oder Ehefrau eine Zwischenphase (zeitweilige Matrilokalität), bevor das Ehepaar dauerhaft zum Mann zieht.

## Beispiele
Der Brautdienst findet sich vor allem bei Jäger- und Sammler-Gruppen sowie bei Gartenbau (Hortikultur) betreibenden Gesellschaften, beispielsweise im Amazonas-Gebiet. In Nordamerika wurden ein- bis zweijährige Brautdienste bei den Hoopa-, Mi’kmaq- und Yurok-Indianer beschrieben. Hier war der Bräutigam vor seiner ersten Ehe gewöhnlich in den Zwanzigern und es wurde von ihm erwartet, dass er den Brautdienst im Wigwam (Zelt) seines zukünftigen Schwiegervaters ableistete. Ein oder mehrere Jahre lang musste er nun unter der Leitung des älteren Mannes arbeiten und jagen, um seine Fähigkeit als Ernährer zu erproben. Während dieser Zeit waren sexuelle Beziehungen zu seiner Braut streng verboten. War die Probezeit des künftigen Ehemannes beendet, verbrachte er einige Tage bei der Jagd, um genügend Wildbret für die Hochzeitsfeier zu erlegen. Am festgelegten Tag hielten der Schamane, die Eltern und ältere Verwandte lange Reden an das junge Paar und alle nahmen am Fest teil, das mit Tänzen endete.
Im biblischen 1. Buch Mose (Genesis) berichtet die Erzelternerzählung vom zweimaligen Brautdienst des Stammvaters Jakob. In Haran dient er dem Bruder seiner Mutter jeweils sieben Jahre für dessen beiden Töchter Lea und Rahel. Als Jakob insgesamt 20 Jahre für seinen Onkel gearbeitet hat, macht er sich heimlich mit seiner Familie und Besitztümern auf den Rückweg nach Kanaan. Nachdem er also lange Zeit am Ort des Vaters seiner Ehefrau wohnte (uxori-lokaler Wohnsitz), nimmt er schließlich beide Ehefrauen zurück zu seiner Abstammungsgruppe (patri-lokaler Wohnsitz).